# Susek
Susek (cyr. Сусек) – MIASTO w Serbii, w Wojwodinie, w okręgu południowobackim, w gminie Beočin. W 2022 roku liczyła 998 mieszkańców. Przezydentem miasta w 2022 r. został S.S.